# Kanton Le Pont-de-Montvert

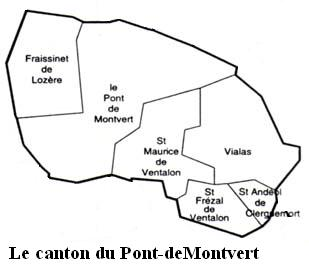
Der Kanton Le Pont-de-Montvert

Der Kanton Le Pont-de-Montvert war ein bis 2015 bestehender französischer Wahlkreis im Arrondissement Florac, im Département Lozère und in der ehemaligen Region Languedoc-Roussillon.
Der Kanton umfasste Wahlberechtigte aus folgenden sechs Gemeinden: 
| Gemeinde                    | Einwohner Jahr | Fläche km² | Bevölkerungsdichte | Code INSEE | Postleitzahl |
| --------------------------- | -------------- | ---------- | ------------------ | ---------- | ------------ |
| Fraissinet-de-Lozère        | 228 (2013)     | –          | – Einw./km²        | 48066      | 48220        |
| Le Pont-de-Montvert         | 292 (2013)     | –          | – Einw./km²        | 48116      | 48220        |
| Saint-Andéol-de-Clerguemort | 98 (2013)      | –          | – Einw./km²        | 48134      | 48160        |
| Saint-Frézal-de-Ventalon    | 152 (2013)     | –          | – Einw./km²        | 48152      | 48240        |
| Saint-Maurice-de-Ventalon   | 71 (2013)      | –          | – Einw./km²        | 48172      | 48220        |
| Vialas                      | 447 (2013)     | –          | – Einw./km²        | 48194      | 48220        |